# Crenidium spinescens
Crenidium spinescens ist eine Pflanzenart in der Familie der Nachtschattengewächse (Solanaceae). Es ist die einzige Art der Gattung Crenidium.

## Beschreibung

### Vegetative Merkmale
Crenidium spinescens ist ein verschlungen verzweigter Strauch, der eine Höhe von bis zu 1,7 m erreichen kann. Die Äste sind bis auf die jungen Triebe blattlos, die Zweige sind stachelig und filzig mit baumartig verzweigten Trichomen behaart. Die eng elliptischen bis linealischen Laubblätter sind aufsitzend, 3 bis 10 mm lang und 0,5 bis 1,5 mm breit. Der ganzrandige Blattrand ist leicht nach oben eingerollt.

### Blütenstände und Blüten
Die zwittrigen Blüten stehen in zymösen Blütenständen in den Knoten. Der kleine Kelch ist 1,3 bis 2 mm lang und mit fünf feinen Zipfeln versehen. Die Krone ist 2,5 bis 4 mm lang, eng röhrenförmig und mit fünf eiförmigen bis breit eiförmigen, kurzen und breiten Kronzipfeln versehen. Diese sind genau so lang oder länger als die Kronröhre. Während der Blühphase ragen die geschlechtlichen Blütenteile weit über die Krone hinaus. Es werden vier oder fünf Staubblätter in zwei unterschiedlichen Formen gebildet, sind fünf vorhanden, ist das fünfte meist steril. Die Staubbeutel bestehen aus nur einer Theka von 0,8 mm Länge.

### Früchte und Samen
Die Früchte sind eiförmige Kapseln von 4 bis 4,5 mm Länge, sie öffnen sich scheidewandspaltig-fachspaltig. Die beiden Fächer sind jeweils zweigeteilt. Je Frucht werden zwei bis vier Samen gebildet, sie sind etwa 3,5 mm lang.

### Sonstige Merkmale
Die Basischromosomenzahl beträgt {\displaystyle x=9}. In den Pflanzen wurde Hyoscyamin als Hauptalkaloid festgestellt, die Blätter enthalten zudem Anabasin.

## Vorkommen
Die Art ist im küstenfernen Gebiet Südwest-Australiens endemisch, wo sie in tiefem Sand am Rand von Salzseen wächst.